# Polygonum hickmanii
Polygonum hickmanii är en slideväxtart som beskrevs av H.R. Hinds & Randall Morgan. Polygonum hickmanii ingår i släktet trampörter, och familjen slideväxter. Inga underarter finns listade i Catalogue of Life.